# Kamenná Baba
Kamenná Baba este o arie protejată (arie specială de conservare — SAC, sit de importanță comunitară — SCI) din Slovacia întinsă pe o suprafață de 343,44 ha, integral pe uscat.

## Localizare
Centrul sitului Kamenná Baba este situat la coordonatele 49°03′38″N 20°55′55″E / 49.060556°N 20.931944°E.

## Înființare
Situl Kamenná Baba a fost declarat sit de importanță comunitară în aprilie 2004 pentru a proteja 2 specii de plante și 9 specii de animale. Situl a fost protejat și ca arie specială de conservare în martie 2004.

## Biodiversitate
Situată în ecoregiunea alpină, aria protejată conține 8 habitate naturale: Pajiști uscate seminaturale și facies de acoperire cu tufișuri pe substraturi calcaroase (Festuco-Brometalia) (* situri importante pentru orhidee), Pante stâncoase calcaroase cu vegetație casmofită, Pajiști carstice calcaroase sau bazofile, de Alysso-Sedion albi, Păduri de fag din Europa Centrală dezvoltate pe sol calcaros cu Cephalanthero-Fagion, Fânețe de joasă altitudine (Alopecurus pratensis, Sanguisorba officinalis), Păduri aluvionare cu Alnus glutinosa și Fraxinus excelsior (Alno-Padion, Alnion incanae, Salicion albae), Peșteri inaccesibile publicului, Păduri calcicole cu Pinus sylvestris din Carpații Occidentali.
La baza desemnării sitului se află mai multe specii protejate:
- plante (2): papucul doamnei (Cypripedium calceolus), Pulsatilla slavica
- mamifere (8): liliac cârn (Barbastella barbastellus), lupul (Canis lupus), râs eurasiatic (Lynx lynx), liliac cu urechi mari (Myotis bechsteinii), liliac cu urechi de șoarece (Myotis blythii), liliac cărămiziu (Myotis emarginatus), liliac comun (Myotis myotis), liliacul mic cu potcoavă (Rhinolophus hipposideros)
- nevertebrate (1): Rosalia alpina

Pe lângă speciile protejate, pe teritoriul sitului au mai fost identificate 14 specii de plante, 3 specii de amfibieni, 8 specii de mamifere, 4 specii de reptile.